# Serie DB 600 de Daimler-Benz

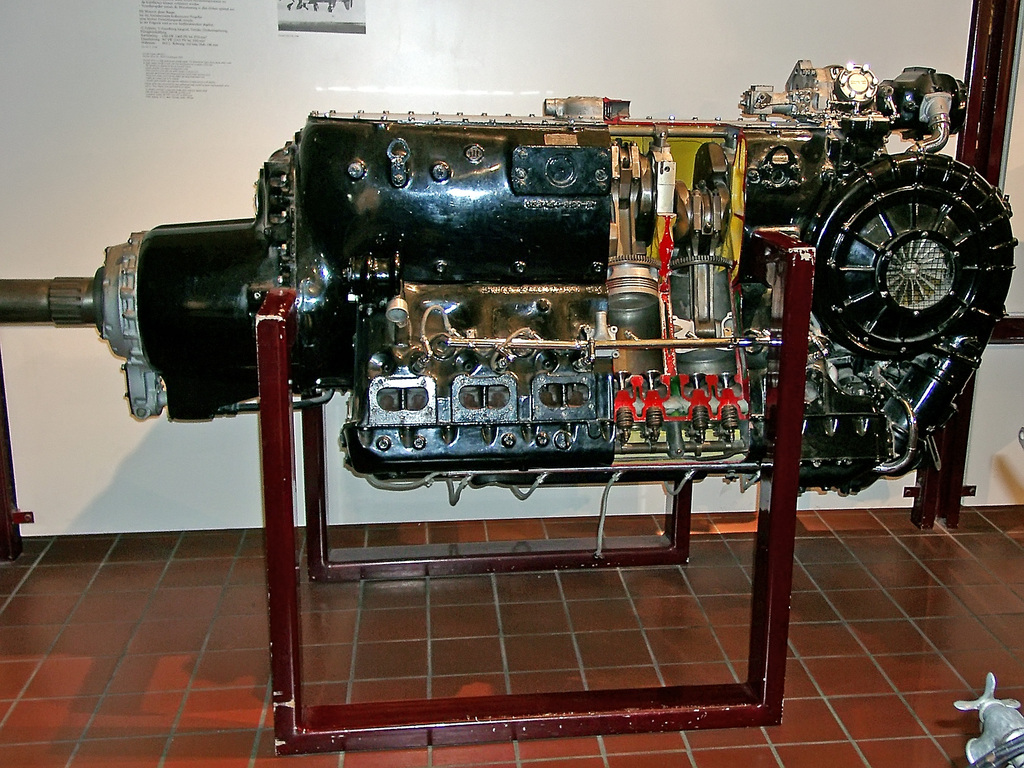
Vista en corte de un Daimler-Benz DB 603E.

La serie DB 600 de motores aeronáuticos de Daimler-Benz fue una exitosa serie empleada por Alemania durante más de una década, desde principios de los años 1930 hasta el fin de la Segunda Guerra Mundial.

## Historia
Tras fabricar motores de aviación en la Primera Guerra Mundial como los Mercedes D.II y el más extendido Mercedes D.III, en configuración de seis cilindros en línea, Mercedes detuvo su producción aeronáutica entre 1919 y 1926, debido a las restricciones impuestas por el Tratado de Versalles de 1919, para retomarla con el nuevo nombre de Daimler-Benz cuando estas restricciones empezaron a suavizarse, siete años más tarde.
Su primera producción fueron versiones mejoradas del motor D.IIa, pero en 1927 se creó un nuevo motor con configuración V12 de gran capacidad, el Daimler Benz F 2. Con un diámetro por carrera de 165 x 210 mm, una versión diésel y posterior ampliación del número de cilindros a 16 llevó al desarrollo del DB 602, mientras que la inversión de la ubicación de los cilindros y reducción de la capacidad fue el origen del DB 600.
El DB 601 fue construido bajo licencia en Japón como los Aichi Atsuta y Kawasaki Ha-40, y en Italia como el Alfa Romeo RA.1000. Asimismo, el DB 605 fue construido en Italia como el Fiat RA.1050. El DB 606, que acoplaba dos motores DB 601, fue también fabricado por Aichi siguiendo los esquemas alemanes, uniendo dos Atsuta y creando el Aichi Ha-70. Este motor se enfrentó a los mismos problemas de recalentamiento e incendios del original alemán.

## Modelos principales
- Daimler-Benz DB 600, primer modelo con V invertida.
- Daimler-Benz DB 601, DB 600 con inyección directa.
- Daimler-Benz DB 602, motor diésel V16.
- Daimler-Benz DB 603, diseño ampliado del DB 601.
- Daimler-Benz DB 604, diseño experimental en disposición X24.
- Daimler-Benz DB 605, DB 601 con mayor diámetro de los pistones.
- Daimler-Benz DB 606, dos DB 601 acoplados.
- Daimler-Benz DB 610, dos DB 605 acoplados.
- Daimler-Benz DB 613, dos DB 603 acoplados.